# Jeremías (nombre)
Jeremías es un nombre propio masculino teofórico de origen hebreo (ירמיהו Yrm'yhw exaltación de YHVH , helenizado Ἰερεμίας Ieremías) se ha extendido en la cultura occidental debido a la influencia del cristianismo. Su variante femenino es Jeremiasa.

## En la Biblia
Jeremías  es el nombre de varios personajes bíblicos del Antiguo Testamento:
- Jeremías nombre de un benjaminita y dos gaditas que se adhirieron a David en Siclang (1ªCrónicas 12:4; 10,13).
- Jeremías, jefe de una familia de la tribu de Manasés, al este del Jordán (1ªCrónicas 5:24).
- Jeremías, hombre originario de Libna, padre de Hamulat (2ªReyes 23,30,31).
- Jeremías, hijo de Habasisnías y padre de Jaazanías recabita (Jeremías 35:3).
- Jeremías, uno de los principales de los sacerdotes que regresaron de Babilonia con Zorobabel (Nehemías 12:1, 7).
- Jeremías, sacerdote, jefe de una casa patriarcal (Nehemías 10:2).
- El profeta Jeremías, hijo de un sacerdote llamado Hilcías en la región de Benjamín (Jeremías 1:1).

## Variantes
- Femenino: Jeremiasa.
- Diminutivo: Jeremiasito, Jeremiasillo, Jeremialito.

| Variantes en otros idiomas | Variantes en otros idiomas |
| -------------------------- | -------------------------- |
| Español                    | Jeremías                   |
| Alemán                     | Jeremiah                   |
| Catalán                    | Jeremies                   |
| Checo                      | Jeremjáš                   |
| Francés                    | Jérémy, Jérémie            |
| Hebreo                     | ירמיהו                     |
| Inglés                     | Jeremy, Jeremiah           |
| Italiano                   | Geremia                    |
| Lituano                    | Jer                        |
| Neerlandés                 | Jeremia                    |
| Polaco                     | Jeremiasz                  |
| Portugués                  | Jeremias                   |
| Ruso                       | Иеремия                    |

## Santoral
La celebración del santo de Jeremías se corresponde con el día 1 de mayo.